# Inmigración venezolana en Brasil
La inmigración venezolana en Brasil es una corriente migratoria que ha cobrado mayor importancia durante las primeras décadas del siglo XXI. Brasil, junto con Colombia, Ecuador, Panamá, Perú, Argentina y Chile, es uno de los países que tienen la mayoría de los venezolanos que residen en América Latina.  Hasta abril de 2023, Brasil contabilizó 903 279 ingresos de venezolanos.
La mayoría de estas personas vienen a Brasil a trabajar (a través del gobierno y empresas privadas), sin embargo, con los problemas que afectan a Venezuela que vienen desde el comienzo de 2010, han comenzado a entrar venezolanos que al huir del país bajo los gobiernos de Hugo Chávez y Nicolás Maduro se encuentran en calidad de refugiados. Muchos ingresan al país a pie a través de la frontera entre la localidad venezolana de Santa Elena de Uairén y la brasileña de Pacaraima.

## Destinos principales
Boa Vista y Pacaraima, en el estado de Roraima, y  Manaus, en el estado de Amazonas son los principales focos de concentración de los venezolanos que emigran a Brasil, al que muchos llegan caminando luego de un par de días hasta una semana. Primero que nada por ser las ciudades más cercanas a la frontera venezolana saliendo de Santa Elena de Uairén una vez pasando Pacaraima, el último asentamiento poblado de Brasil. En diversas localidades del estado de Roraima se encuentran carpas de refugiados donde llegan grupos de familias venezolanas en búsqueda de ayuda humanitaria, obtener la documentación necesaria y luego ser interiorizados hacia otras ciudades y estados de Brasil procurando así iniciar una nueva vida en dicho país por medio de los diversos programas creado por la nación, tales como Operación Acogida. Pero el proceso mismo ha el brote de problemas sociales en las localidades previamente mencionadas: mendicidad, hurtos, violaciones entre otras incidencias han afectado de forma negativa a la comunidad brasileña y los mismos venezolanos en la región.
Por esa razón detallada al final de párrafo anterior es que muchos venezolanos - algunos de ellos más años en Brasil - con sus propios medios se trasladan via terrestre o aérea a otras ciudades más distantes como Goiania, Brasilia, São Paulo, Fortaleza, Belo Horizonte, Río de Janeiro, Salvador de Bahía y en los últimos tiempos a ciudades de mayor desarrollo económico en la Región Sur de Brasil como Curitiba, Joinville, Blumenau, Florianopolis, Balneario Camboriu, Caxias do Sul, Porto Alegre, Chapecó, entre otros  y de ese modo estar más distante de la crisis de refugiados venezolanos en Brasil en búsqueda de mayores ofertas laborales.

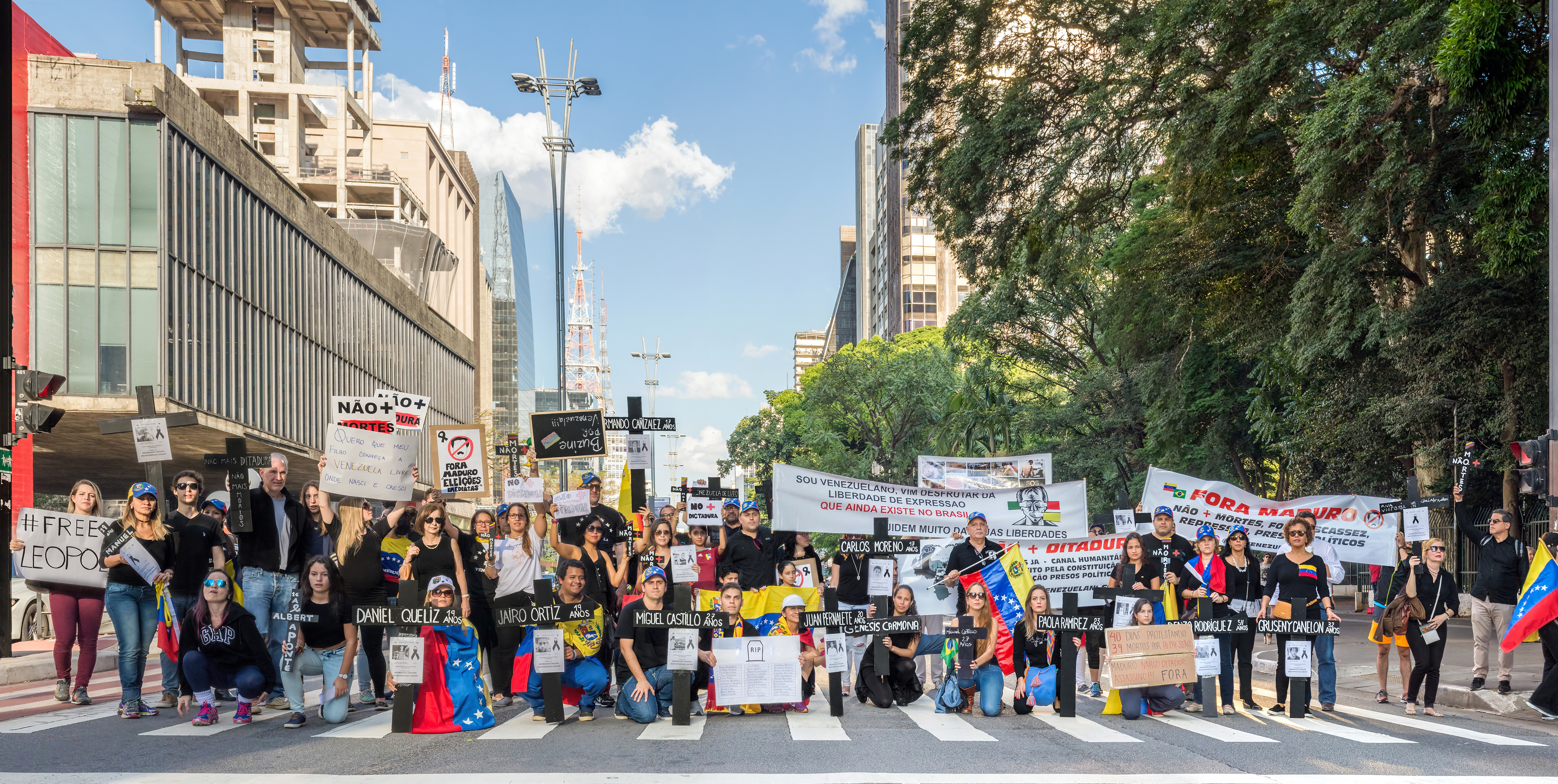
Protesta opositora al chavismo en São Paulo.

De igual forma, este último grupo de venezolanos que emigran de forma voluntaria, autogestionado y autofinanciado con su propio capital o por familiares es similar a la diáspora haitiana en Brasil trabajando como mano de obra en servicios generales, albañilería; pero también en ocupaciones técnica como diseñadores gráficos, atención infantil y en casos aislados en la enseñanza de idiomas:  castellano (los venezolanos) y francés (los haitianos).
Hoy día existen aproximadamente 234.000 venezolanos en Brasil.

### Migración de Indígenas Warao
Inicialmente era una comunidad 400 de desplazados en 2014 en Manaus cuando el gobernador de ese estado hizo un llamado de emergencia, ya que se dedicaban a mendigar en los semáforos, igual como en grandes ciudades venezolanas. Una cantidad notable de los venezolanos que emigran a Brasil son de las etnias indígenas pemon y warao y muchos fueron deportados. La gran mayoría de ellos, al migrar hacia Brasil, se asientan en Pintolandia, el estado de Roraima, el cual es limítrofe con Venezuela. En este caso tan particular, los indígenas waraos en Pacaraima se refugian en un centro de atención exclusivo para ellos. El propósito en mantener la comunidad, que no se disgregue. Ya que las comunidades indígenas en los estados de Roraima y Amazonas, no convergen en las mismas costumbres y tradiciones, ya que difieren de comunidad en comunidad.
Algunos entes consideran a los waraos como el eslabón más débil o delicado de la masiva emigración venezolana a Brasil porque según denuncias realziadas estos, 'Los indios tienen problemas con el alcohol y la marihuana; no respetan las leyes brasileñas; creen que pueden maltratar a sus mujeres e hijos y desafían la autoridad' Además de eso 'En Pintolandia fueron juntados indiscriminadamente indios warao y e'ñepa. Son personas de distintos clanes que traen históricas rivalidades de Venezuela. Además, en Brasil no se respeta la autoridad de sus caciques ni se comprenden algunas de sus costumbres. El Estado brasileño no los reconoce como indios debido a que no se trata de una etnia autóctona. Ellos vivían lejos de la frontera, por lo cual los waraos se han convertido en unas de las comunidades más conflictivas de entre los cinco grandes centros de acogida para refugiados venezolanos en Boa Vista.

### Venezolanos y cubanos en Brasil
Dice una desertora del programa Mas Médicos para Brasil: 
Son trabas que nos colocan, sin motivo ninguno. Lo que hay es una xenofobia con cualquier extranjero, no solo con los cubanos. Antiguamente nos veían como dioses, hoy en día nos ven como nada. Ya son más de 20 mil cubanos que han cruzado, junto a los haitianos, la frontena que une el norte de Roraima con la nación angloparlante Guyana, en la localidad de Bonfim a 125 km al noreste de Boa Vista, en búsqueda de refugio. Muchos de ellos son médicos desertores del programa estratégico Brasil-Cuba que fue suspendida permanentemente tras la llegada de Bolsonaro a la presidencia de Brasil.
Los Coyotes que operan en el tráfico de personas tanto en Guyana como en Venezuela cobran hasta USD$10.000 por pasaportes venezolanos falsos para ingresar cubanos a Brasil y hacerlos pasar como venezolanos, por el hecho de hablar castellano. Esta trocha ilegal para haitiano y cubanos a través de Bonfim se debe a que es más cerca de la capital Boa Vista, 125 km, que desde Pacaraima, 215 km; convirtiendo ambas localidades en las dos fronteras terrestres para ingresar a Brasil. Los haitianos no tienen garantizado participar en el programa de acogida; tampoco los cubanos, a menos que ingresen con pasaporte venezolano comprado a las redes traficantes (coyotes) y son muy pocos lo que tienen en planes permanecer, vivir y trabajar en Brasil.
La única diferencia entre los venezolanos y cubanos en este entorno migratorio es que a los cubanos se le otorga la nacionalidad brasileña según datos del Ministerio de Justicia de Brasil, siendo la nación la que encabeza dicha lista, seguida por sirios y libaneses.